# Tunisiens flagga
Tunisiens flagga är röd med en vit cirkel i mitten. I cirkeln finns en röd halvmåne och femuddig stjärna. Flaggan har proportionerna 2:3 och antogs av Tunisien i och med författningen den 1 juni 1959.

## Symbolik
Stjärnan och halvmånen är två symboler med rötter i det osmanska imperiet som har kommit att förknippas med islam. I den tunisiska flaggan står halvmånen för den enade muslimska världen, och den femuddiga stjärnans symboliserar islams fem pelare. Den röda färgen står för martyrernas blod och påminner också om den osmanska erövringen 1574. Den vita färgen symboliserar fred.

## Historik
Flaggan är i stort sett oförändrad sedan den infördes första gången 1831 av Hassan I, den åttonde bejen av den husseinitiska dynastin som regerade i Tunisien mellan 1705 och 1956. Till en början användes flaggan huvudsakligen som örlogsflagga. Under det franska styret 1881–1957 hade flaggan vid användning till sjöss en fransk trikolor infälld. Vid självständigheten 1956 återställdes flaggan till den ursprungliga versionen. Flaggans utseende lagfästes senast den 3 juli 1999.

Franska Tunisiens flagga med trikoloren infälld.
Tunisiens flagga under den osmanska perioden 1574-1831.